# 第19屆傳藝金曲獎
由行政院新聞局主辦的第19屆金曲獎於2008年5月22日公佈入圍名單，「傳統暨藝術音樂類」於6月21日在臺北縣板橋市的臺北縣政府大樓多功能集會堂舉行頒獎典禮。本屆傳統暨藝術音樂類共有47件作品入圍，角逐12個獎項。

## 入圍暨得獎名單
| 以表示得獎者 |

## 頒獎典禮
頒獎典禮於6月21日下午5點起在臺北縣政府多功能集會堂舉行，由東風衛視及臺北之音Hit Fm承辦。典禮前取消星光大道紅毯，先於下午1點至4點在臺北縣政府縣民廣場舉辦「金曲藝術市集」活動，安排近30個有關傳藝音樂相關攤位，而主舞臺的節目開放給傳藝相關學生團體與本屆入圍團體演出。

## 外部連結
- 第十九屆金曲獎入圍名單 （页面存档备份，存于），文化部影視及流行音樂產業局
- 第十九屆金曲獎得獎名單 （页面存档备份，存于），文化部影視及流行音樂產業局